# Marea speranță albă (film)
Marea speranță albă (titlul original: în engleză The Great White Hope) este un film dramatic biografic american din 1970, regizat de Martin Ritt, bazat pe piesa de teatru omonimă a lui Howard Sackler, care a câștigat în 1969 premiului Pulitzer în care se descrie viața boxerului Jack Johnson, devenit primul campion negru de box la categoria grea, în 1908.
Protagoniștii filmului sunt actorii James Earl Jones și Jane Alexander. 

## Rezumat
Jack Jefferson este un boxer care se confruntă cu rasismul și ura împotriva afro-americanilor în Statele Unite de la începutul secolului al XX-lea. Nu numai că este primul candidat de culoare la categoria grea, dar este și îndrăgostit de o femeie albă. Jefferson nu trebuie doar să se confrunte cu ura albilor, ci și cu ostracismul din partea unor membri ai comunității negre care cred că Jefferson i-a vândut. 
În postura de campion negru de box, el și tovarășii săi albi trebuie să învețe să supraviețuiască, deoarece conducerea albă a organizațiilor de box caută și ea modalități de a-l elimina.

## Distribuție
- James Earl Jones – Jack Jefferson
- Jane Alexander – Eleanor Backman
- Lou Gilbert – Goldie
- Joel Fluellen – Tick
- Chester Morris – Pop Weaver
- Marlene Warfield – Clara
- R. G. Armstrong – Cap’n Dan
- Hal Holbrook – Al Cameron
- Beah Richards – mama Tiny
- Moses Gunn – Scipio
- Lloyd Gough – Smith „Smitty“ (reporter)
- George Ebeling – Fred
- Larry Pennell – Frank Brady (boxer)
- Robert Webber – Dixon
- Roy Glenn – pastorul

## Premii și nominalizări
- 1971 – Premiul Oscar
  - Nominalizare la Cel mai bun actor pentru James Earl Jones
  - Nominalizare la Cea mai bună actriță pentru Jane Alexander

## Aprecieri
„ Filmul crud și amar, care arată cum primejdia hegemoniei rasei negre în sport e înăbușită în fașă, triumful eroului fiind însoțit de un puhoi de umilințe, fiindcă „așa e jocul” (de unde și ironia titlului). Denunț întârziat al metodelor ignobile de care politicieni și organizatori albi ai sportului s-au servit pentru a distruge un incomod. ”—T. Caranfil , Dicționar universal de filme 